# 고훈 (축구인)
고훈(1958년 10월 30일 ~ )은 조선족 전 축구 선수이자, 현 축구 감독으로 선수 시절 포지션은 공격수였다.

## 생애
훈춘시에서 옌볜가무단의 창설 멤버인 음악인 고자성의 둘째 아들로 태어났다. 아버지의 반대에도 몰래 옌볜체육운동학교에 입학해 축구의 길을 걷게 되었다.
옌볜군부구 축구단에서 선수로서의 생활을 시작했으며 이후 중국 내 강팀인 선양시 축구단에 입단하게 된다. 그곳에서 팀의 대표 선수로 활약하며 거물 사냥꾼이라는 별칭을 얻게 되었지만 고향으로 돌아가고 싶던 그는 옌볜군부구 축구단으로 돌아와 선수 겸 코치로 생활하게 된다. 그러다 정지승과의 인연으로 지린성 축구단에서 활약하게 된다.
1985년, 10년간의 군생활 끝낸 그는 축구 선수 생활을 이어가는 동시에 지도자로서의 교육을 받았고 옌볜 현대의 코치로 지내다 1998년, 최은택 감독을 이어 옌볜 오동의 새 감독이 되었다.
첫 감독으로서의 커리어인데도 좋은 모습들을 계속해서 보여주어 여러 언론사에의 극찬을 받게 된다. 2000년에는 잠시 브라질로 연수를 떠나게 되었다.
이후에도 여러 차례 옌볜 푸더의 감독으로 부임하며 옌볜 푸더 구단 역사상 중요한 인물 중 한 사람이 되었다.

## 논란
당시 팀이 재정난으로 임금 체불이 밀리게 되자 2012년 승부조작에 관여하게 되었다. 고훈은 이에 대해 당시 선수들이 임금 체불 문제로 구단에게 시위까지 하는 등의 상황이였으며, 직업도덕에 어급나는 방식이였지만 당시로서는 정말 어쩔 수 없는 선택이였다고 밝혔다. 결국 그는 선수들과 구단에는 피해가 가지 않게하기 위해서 모든 죄를 혼자 뒤집어쓰며 횡령죄로 무려 2년 동안 감옥 생활을 하게 되었다.